# Parmortha maruyamensis
Parmortha maruyamensis là một loài tò vò trong họ Ichneumonidae.